# Pigebørn (film)
 For alternative betydninger, se Pigebørn. (Se også artikler, som begynder med Pigebørn)
Pigebørn (originaltitel Little Women er en amerikansk dramafilm fra 1933. Filmen er instrueret af George Cukor og har Katharine Hepburn, Joan Bennett, Frances Dee og Jean Parker i hovedrollerne. Manuskriptet blev skrevet af Sarah Y. Mason og Victor Heerman baseret på romanen Pigebørn af Louisa May Ascott fra 1868. En fortsættelse, der hedder Little Men blev udgivet året efter.
Filmen er den tredje filmatisering af bogen. Den efterfulgte to stumfilmsversioner, den første udgivet i 1917 med Minna Grey og den anden i 1918 med Dorothy Bernard. Efter lydversionen fra 1933 kom Pigebørn fra 1949 med June Allyson, Elizabeth Taylor og Peter Lawford. I 1994 udkom filmen Pigebørn med Winona Ryder i hovedrollen. Little Women fra 2019, med Saoirse Ronan, er den seneste filmatisering.

## Produktion
Selvom David O. Selznick ikke er krediteret, vendte han tilbage til RKO fra MGM for at supervisere produktionen, som den sidste film han havde tilbage i sin kontrakt med studiet.
Det primære mål for instruktøren George Cukor var at understrege sidestilling mellem offervilje og familieliv i Pigebørn.
På Hepburns anmodning skabte kostumedesigner Walter Plunkett en kjole til hendes karakter som var kopieret fra en, der blev båret af hendes bedstemor i en tintype, som Hepburn havde. Plunkett var også nødt til at gendesigne flere af Joan Bennett kostumer, for at skjule hendes graviditet, en tilstand som Bennett ikke havde nævnt for Cukor, da han castede hende til filmen.
Louise Closser Hale var oprindeligt planlagt til at portrættere tante March, men efter hendes død den 26. juli 1933 overtog Edna May Oliver rollen.
Filmen var budgetteret til 1 million dollars, og 4.000 mennesker arbejdede på den i løbet af den et år lange produktionsplan. Hobe Erwin, en tidligere kunstner og indretningsarkitekt, blev hyret til at føre tilsyn med scenografien og han modelerede interiøret i March-hjemmet efter Hillside, Louisa May Alcotts hus i Massachusetts. Udendørs optagelserne blev filmet ved Lancaster's Lake i Sunland. Providensia Ranch i Hollywood Hills og ved Warner Bros. Ranch i Pasadena.
Originale tryk af filmen anvendte brugen af håndfarvning til pejse og stearinlys.

## Udgivelse
Filmen havde premiere den 16. november 1933 i Radio City Music Hall hvor den, selvom det var den koldeste 16. november i 50 år, slog rekord med 23.073 mennesker der så filmen på premieredagen.
En rekord på 451.801 mennesker så filmen i de tre uger den blev vist i Music Hall inden den flyttede til RKO's Center Theatre i New York, hvor yderligere 250.000 mennesker så filmen i de fire uger den blev vist. Filmen tjente i alt $1.337.000 i USA. På verdensplan tjente filmen $2.000.000 og havde en fortjeneste på $800.000

## Priser og nomineringer
Forfatterparet Sarah Y. Mason og Victor Heerman modtog en Oscar for bedste filmatisering. Filmen var også nomineret til en Oscar for bedste film og George Cukor var nomineret til en Oscar for bedste instruktør.